# 1995 en chimie
Cet article présente les faits marquants de l'année 1995 en chimie.

## Évènements
- Eric Cornell et Carl Wieman produisent le premier condensat de Bose-Einstein, une substance qui possède des propriétés de la mécanique quantique à une échelle macroscopique[1].
- 27e Olympiades Internationales de Chimie, organisées à Beijing en Chine du 13 juillet au 20 juillet[2].

## Prix
- Prix Nobel de chimie : Paul Josef Crutzen, Mario J. Molina et Frank Sherwood Rowland pour leurs travaux sur la chimie de l'atmosphère, particulièrement en ce qui concerne la formation et la décomposition de l'ozone[3].
- Prix Wolf de chimie : Gilbert Stork et Samuel Danishefsky « pour le développement de nouvelles réactions chimiques qui ont ouvert de nouvelles voies de synthèse de molécules complexes, en particulier les polysaccharides et la plupart des autres composés importants en biologie et médecine »[4].
- Prix Procter & Gamble :  Thomas Engel[5]
- Prix Anselme-Payen : Josef Gratzl[6]
- Médaille Garvan-Olin : Angelica Stacy[7]
- Prix Ernest-Guenther : Jon Clardy[8]
- ACS Award in Pure Chemistry : Mohammadreza Ghadiri[9]
- Arthur C. Cope Award : George Whitesides[10]
- Prix Irving-Langmuir : George B. Benedek[11]
- Médaille Priestley : Sir Derek H. R. Barton[12],[13],[14]
- Médaille Davy : Malcolm Green en reconnaissance de sa contribution à la chimie organométallique avec une application particulière aux réactions catalytiques[15].
- Prix Alfred-Bader : D. Arnold[16]
- Grand prix Pierre-Süe : Michel Che[17]
- Grand prix Achille-Le-Bel : Jean-Claude Jacquesy[18]
- Faraday Lectureship : William Klemperer[19]
- Claude S. Hudson Award in Carbohydrate Chemistry : Tomoya Ogawa[20]
- Médaille Lavoisier de la Société chimique de France : Derek Barton et Rudolf Hoppe[21],[22]
- Médaille William-H.-Nichols : Stephen J. Lippard[23]

## Décès
- 18 janvier : Adolf Friedrich Johann Butenandt (né en 1903), biochimiste allemand.
- 14 mai : Christian Boehmer Anfinsen (né en 1916), chimiste et biochimiste américain, prix Nobel de chimie en 1972.